# Itupiranga (ort)
Itupiranga är en ort i Brasilien.   Den ligger i kommunen Itupiranga och delstaten Pará, i den centrala delen av landet, 1 200 km norr om huvudstaden Brasília. Itupiranga ligger 95 meter över havet och antalet invånare är 21 301.
Terrängen runt Itupiranga är platt. Det finns inga andra samhällen i närheten.
Omgivningarna runt Itupiranga är huvudsakligen savann. Runt Itupiranga är det glesbefolkat, med 10 invånare per kvadratkilometer.